# Памятник Танееву
Памятник Танееву — памятник русскому композитору, пианисту, педагогу и теоретику музыки Сергею Ивановичу Танееву, установленный в 1994 году в его родном городе Владимире, около концертного зала областной филармонии, носящего его имя. Выполнен в форме бронзового бюста.

## Описание
Памятник представляет собой бронзовый бюст, установленный на постаменте, облицованном чёрным лабрадоритом. Справа от памятника, на наклонной поверхности читается надпись «С. И. Танеев». Слева также расположена наклонная поверхность, напоминающая пюпитр. Общая высота композиции — 5,6 метра. Скульптура изображает Сергея Ивановича Танеева в зрелые годы.

## История
Впервые памятник Танееву был открыт в 1967 году в сквере, разбитом на месте бывшей усадьбы композитора, около кинотеатра «Мир». Сам дом семьи Танеевых сгорел ещё при жизни Сергея Ивановича.
В 1980-е годы начались работы по переносу памятника на новое место, однако из-за технических проблем их пришлось отложить. Бюст композитора исчез, но был обнаружен в начале 1990-х годов, на территории асфальтобетонного завода. В 1994 году памятник Танееву был установлен у здания концертного зала.
Автор памятника остаётся неизвестным. Постамент выполнил Игорь Черноглазов.